# Liste der Mitglieder des griechischen Parlaments (Mai 2012)
Bei der Parlamentswahl in Griechenland Mai 2012 wurden am 6. Mai 300 Abgeordnete gewählt. Das Parlament trat am 18. Mai 2012 zusammen und wurde am 19. Mai 2012 (ΦΕΚ A 125/2012) aufgelöst.

## Liste Gesamtstaat
1. Charalambos Athanasiou Χαράλαμπος Αθανασίου, Nea Dimokratia
2. Chrysanthos Lazaridis Χρύσανθος Λαζαρίδης, Nea Dimokratia
3. Giannis Michelakis Γιάννης Μιχελάκης, Nea Dimokratia
4. Manolis Glezos Εμμανουήλ Γλέζος, SYRIZA
5. Theano Fotiou Θεανώ Φωτίου, SYRIZA
6. Terens Kuik Τέρενς Κουίκ, Anexartiti Ellines
7. Michalis Giannakis Μιχάλης Γιαννάκης, Anexartiti Ellines
8. Pyrros Dimas, Panellinio Sosialistiko Kinima (PASOK)
9. Fofi Gennimata Φώφη Γεννηματά, PASOK
10. Thanasis Pafilis Θανάσης Παφίλης, Kommunistische Partei Griechenlands (KKE)
11. Christos Pappas Παππάς Χρήστος, Chrysi Avgi
12. Spyros Lykoudis Σπύρος Λυκούδης, Dimokratiki Aristera

## PräfekturAttika

### Erster Wahlbezirk vonAthen
1. SYRIZA Alexis Tsipras, Zoi Konstantopoulou, Nikos Voutsis
2. Nea Dimokratia: Olga Kefalogianni, Dimitris Avramopoulos, Nikitas Kaklamanis, Fotini Pipili, Vasilis Kikilias, Notis Mitarakis, Prokopis Pavlopoulos, Andreas Psycharis.
3. PASOK: Kostas Skandalidis.
4. Anexartiti Ellines Elena Kountouras.
5. Chrysi Avgi: Nikolaos Michaloliakos, Giannis Vouldis
6. KKE: Garyfallia (Liana) Kanelli
7. Dimokratiki Aristera: Giannis Panousis

### Zweiter Wahlbezirk von Athen
1. SYRIZA: Sofia Sakorafa, Panagiotis Kourouplis, Dimitris Papadimoulis, Giannis Dragasakis, Irini (Rena) Dourou, Dimitris Stratoulis, Olga-Nadia Valavanis, Petros Tatsopoulos, Evklidis Tsakalotos.
2. Nea Dimokratia: Kyriakos Mitsotakis, Kostis Chatzidakis, Sofia Voultepsi, Miltiadis Varvitsiotis, Argyris Dinopoulos, Adonis Georgiadis, Vangelis-Vasilios Meimarakis, Aristoboulos (Aris) Spiliotopoulos, Gerasimos Giakoumatos, Panagiotis (Panos) Panagiotopoulos, Anna Karamanli, Vyron Polydoras, Katerina Papakosta-Sidiropoulou, Giannis Papathanasiou
3. Anexartiti Ellines Panos Kammenos, Ioannis Dimaras, Vasilis Kapernaros, Ioannis Manolis, Pavlos Kondogiannidis
4. KKE: Aleka Papariga, Spyridon Chalvatzis, Lina Krokidi, Christos Katsotis
5. PASOK: Andreas Loverdos, Michalis Chrysochoidis, Mimis Androulakis, Apostolos Kaklamanis
6. Chrysi Avgi: Nikolaos Michaloliakos, Eleni Zaroulia, Giorgos Germenis
7. Dimokratiki Aristera: Fotis Kouvelis, Grigorios Psarianos, Odysseas – Nikos Voudouris

### Athen (Präfekturbezirk)
1. SYRIZA: Alexis Mitropoulos, Athanasios (Nassos) Athanasios
2. Nea Dimokratia: Makis Voridis, Georgia Martinou, Giorgos Vlachos, Thanasis Bouras
3. Anexartiti Ellines: Pavlos Chaikalis, Evgenia Arvaniti-Prevezanou
4. Chrysi Avgi: Ilias Kasidiaris
5. KKE: Giannis Giokas
6. PASOK: Evi Christofilopoulou
7. Dimokratiki Aristera: Vassilis Ikonomou

### Erster WahlkreisPiräus
1. SYRIZA: Theodoros Dritsas
2. Nea Dimokratia: Konstantinos Arvanitopoulos
3. Anexartiti Ellines: Panagiotis Melas
4. Chrysi Avgi: Nikolaos Kouzilos
5. KKE: Elpida Pantelaki
6. Dimokratiki Aristera: Maria Repousi

### Zweiter Wahlkreis Piräus
1. SYRIZA: Panagiotis Lafazanis, Evgenia (Jenny) Vamvaka
2. Anexartiti Ellines: Giannis Kourakos
3. KKE: Diamanto Manolakou
4. Nea Dimokratia: Giannis Tragakis
5. Chrysi Avgi: Giannis Lagos
6. PASOK: Dimitris Lintzeris
7. Dimokratiki Aristera: Maria Giannakaki

## PräfekturThessaloniki

### Erster WahlkreisThessaloniki
1. Nea Dimokratia: Kostas Karamanlis, Kostas Gioulekas, Stavros Kalafatis, Ioannis Ioannidis, Eleni Raptis, Giorgos Orfanos
2. SYRIZA: Anastasios (Tassos) Kourakis, Ioanna Gaitani, Ioannis Amanatidis
3. Anexartiti Ellines: Charalambos (Charis) Aidonopoulou, Chrysoula-Maria Giatagani
4. KKE: Ioannis Ziogas, Theodosios Konstantinidis
5. PASOK: Falls den Sitz nicht der Parteivorsitzende Evangelos Venizelos erhält, fällt er an Giannis Magriotis
6. Dimokratiki Aristera: Xirotyri-Ekaterinari Asimina
7. Chrysi Avgi: Antonios Gregos

### Zweiter Wahlkreis Thessaloniki
1. Nea Dimokratia: Theodoros Karaoglou
2. SYRIZA: Evangelia Ammanatidou
3. PASOK: Charis Tsiokas
4. KKE: Eleni Gerasimidou
5. Anexartiti Ellines: Stavroula Xoulidou, Apostolos Charoupakis
6. Dimokratiki Aristera: Nikolaos Grekousis
7. Chrysi Avgi: Polyvios Zisimopoulos

## RegionPeloponnes

### Achaia
1. SYRIZA: Alexis Tsipras (Wenn er den Sitz nicht behält: Maria Kanellopoulou, Vasilis Chatzilambrou)
2. Nea Dimokratia: Athanasios Ntavlouros, Nikolaos Nikolopoulos
3. PASOK: Giorgos Andrea Papandreou (26590 Stimmen) Kostas Spiliopoulos und Athanasios Papadopoulos
4. Anexartiti Ellines: Giorgos Davris
5. Dimokratiki Aristera: Nikos Tsoukalis
6. KKE: Dimitrios Angelopoulos
7. Chrysi Avgi: Michalis Arvanitis, Anastasios Giachalis

### Argolis
1. Nea Dimokratia: Giannis Andrianos (6267)
2. PASOK: Giannis Maniatis (5100)
3. SYRIZA: Dimitris Kodelas(1464)

### Lakonien
1. Nea Dimokratia: Thanasis Davakis (6557)
2. PASOK: Leonidas Grigorakis (6002)
3. SYRIZA: Stavros Arachovitis (1397)

### Messinia
1. Nea Dimokratia: Andonis Samaras 11.206 Stimmen, Giannis Lambropoulos 9167 Stimmen, gefolgt von Dimitris Sampaziotis, der nachrückt, falls Andonis Samaras, Vorsitzender der Nea Dimokratia, dieses Mandat nicht annimmt.
2. PASOK: Nadia Giannakopoulos 5728 Stimmen
3. SYRIZA: Thanasis Petrakos 4415 Stimmen
4. Chrysi Avgi: Dimitris Koukoutsis 3082 Stimmen.

### Arkadien
1. Nea Dimokratia: Andreas Lykourentzos 4833 Stimmen
2. PASOK: Odysseas Konstantinopoulos 3322 Stimmen
3. SYRIZA: Kostas Zacharias 1674 Stimmen.

### Korinthia
1. Nea Dimokratia: Nikos Tagaras 6.281 Stimmen, Christos Dimas 6001 Stimmen;
2. SYRIZA: Mary Theleriti mit 3537 Stimmen
3. Chrysi Avgi: Efstathios Boukouras 4665 Stimmen
4. PASOK: -

### Elis
1. Nea Dimokratia Kostas Tzavaras, Dionysia Avgerinopoulou
2. SYRIZA: Efstathia Georgopoulou-Saltari oder Gerasimos Balaouras (1 Sitz)
3. PASOK: Giannis Koutsoukos oder Michael Katrins (1 Sitz)
4. Anexartiti Ellines: Dimitris Konstantopoulos oder Andreas Skartsiaris (1 Sitz)
5. Chrysi Avgi von Nikolaos Krespis oder Konstantina Chrysavgi (1 Sitz)

## RegionEpirus

### Thesprotia
1. Nea Dimokratia: Andonis Bezas

### Preveza
1. Nea Dimokratia: Dimitris Tsoumanis
2. PASOK: Vasilis Ioannou

### Arta
1. Nea Dimokratia: Giorgos Stylios
2. PASOK: Christos Gokas
3. SYRIZA: Olga Gerovasili

### Ioannina
1. Nea Dimokratia: Konstantinos Tasoulas, Stavros Kalogiannis
2. SYRIZA: Chris Mandas
3. PASOK: Michalis Kassis
4. KKE: Nikos Exarchos

## Zentralgriechenland

### Fthiotida
1. Nea Dimokratia: Christos Staikouras
2. SYRIZA: Vasilis Kyriakaki
3. PASOK: Nikos Tsonis
4. Anexartiti Ellines: Theodoros Chimaras
5. Chrysi Avgi: Apostolos Gletsos

### Ätolien-Akarnanien
1. Nea Dimokratia: Marios Salmas, Kostas Karagounis (11913), Giorgos Papanastasiou (7670)
2. SYRIZA: Giorgos Varemenou
3. PASOK Thanasis Moraitis (7836) oder Christos Verelis (1161)
4. Anexartiti Ellines: Dimitris Stamatis (3558) oder Angeliki Anagnostopoulou (1377)
5. KKE: Nikos Moraitis (3391), möglicherweise Basilios Nikakis (2044)
6. Dimokratiki Aristera: Pavlos Theodoridis
7. Chrysi Avgi: Kostas Barbarousis oder Leonidas Stathopoulos

### Evrytania
1. Nea Dimokratia: Konstantinos Kondogeorgos (2470)

### Böotien
1. SYRIZA: Giannis Stathas (2951)
2. Nea Dimokratia: Giannis Karabelas (2424), Evangelos Basiakos (2084) und And-reas Koutsoumbas (1989).

### Euböa
1. SYRIZA: Evangelos Apostolou
2. Anexartiti Ellines: Kostas Markopoulos
3. Chrysi Avgi: Nikos Michos
4. KKE: Giorgos Marinos
5. Dimokratiki Aristera: Dimitris Anagnostakis
6. PASOK: Simos Kedikoglou

### Phokis
1. Nea Dimokratia: Aspasia Mandreka

## Thessalien

### Larisa
1. Nea Dimokratia: Maximos Charakopoulos und Christos Kellas (10,627)
2. PASOK: Filippos Sachinidis
3. KKE: Giorgos Lambroulis
4. SYRIZA: Iro Dioti
5. Anexartiti Ellines: Christos Zois
6. Dimokratiki Aristera: Thomas Psyrras
7. Chrysi Avgi: Chrysovalandis Alexopoulos

### Magnisia
1. Nea Dimokratia: Thanasis Nakos
2. KKE: Apostolos Nanos
3. Dimokratiki Aristera: Parisis Moutsinas
4. Anexartiti Ellines: Marina Chrysoveloni
5. Chrysi Avgi: Panagiotis Iliopoulos

### Karditsa
1. Nea Dimokratia: Konstantinos Tsiaras, Asimina Skondra und Spyridon Taliadouros
2. SYRIZA: Nikolaos Michalakis
3. KKE: Evangelos Boutas

### Trikala
1. PASOK: Giorgos Ikonomou
2. Nea Dimokratia: Ilias Vlachogiannis und Konstantinos Skrekas
3. KKE: Achilleas Kantartzis
4. Dimokratiki Aristera: Giorgos Kiritsis

## Makedonien

### Kozani
1. Nea Dimokratia: Giorgos Kasapidis
2. PASOK: Paris Koukoulopoulos
3. Anexartiti Ellines: Rachil Makris
4. KKE: Kostas Stambolidis
5. Dimokratiki Aristera: Theodora Tsikardani

### Grevena
1. Nea Dimokratia: Timoleon Kopsachilis (Τιμολέων Κοψαχείλης)

### Florina
1. Nea Dimokratia: Efstathios Konstantinidis
2. PASOK: Nikos Samaras

### Kastoria
1. Nea Dimokratia: Maria Andoniou
2. Anexartiti Ellines: Simos Koumbanis

### Imathia
1. PASOK: Angelos Tolkas
2. SYRIZA: Xanthippi Karanika
3. Anexartiti Ellines: Konstantinos Giovanopoulos
4. KKE: Ioanna Tambaki-Sofronof

### Kavala
1. Nea Dimokratia: Nikos Panagiotopoulos, Giorgos Kalantzis, Giannis Paschalidis
2. SYRIZA: Dimitris Emmanouilidis

### Drama
1. PASOK: Christos Aidonis
2. Nea Dimokratia: Dimitris Kyriazidis
3. Anexartiti Ellines: Nicholas Smoloktos

### Serres
1. Nea Dimokratia: Menelaos Vlachveis, Fotini Arabatzi, Theofilos Leondaridis
2. PASOK: Markos Bolaris
3. Anexartiti Ellines: Mary-Kolia Tsaroucha
4. Chrysi Avgi: Nikitas Siois
5. Dimokratiki Aristera: Evangelos Fotiou

### Kilkis
1. Nea Dimokratia: Giorgos Georgantas
2. SYRIZA: Irini-Eleni Agathopoulou
3. PASOK: Theodoros Parastatidis

### Chalkidiki
1. Nea Dimokratia: Efthimios Karanasios
2. SYRIZA: Ekaterini Inglezi
3. PASOK: Giannis Drivelengas

### Evros
1. Nea Dimokratia: Kyriakos Gerontopoulos, Alexander Dermentzopoulos
2. PASOK: Giorgos Dolios
3. Anexartiti Ellines: Marinos Ouzounidis

### Rhodopen
1. PASOK: Chatzi Osman Ahmet
2. Nea Dimokratia: Evripidis Stylianidis
3. SYRIZA: Kara Pousouf Aichan

### Xanthi
1. SYRIZA: Hussein Zeimpek
2. Nea Dimokratia: Alexandros Kondos
3. PASOK: Dimitrios Saltouros

### Pella
1. Nea Dimokratia: Giorgos Karasmanis, Dionysis Stamenitis[2][3]
2. PASOK: Theodora Tzakri
3. Anexartiti Ellines: Athanasios Grammatikopoulos

### Pieria
1. Nea Dimokratia: Kostas Koukodimos, Giorgos Konstantopoulos, Dimitris Christogiannis
2. Anexartiti Ellines: Evgenios Papadopoulos

## Nördliche Ägäis

### Lesbos
1. Nea Dimokratia: Pavlos Vogiatzis
2. KKE: Dimitris Karagiannis
3. SYRIZA: Giannis Zervellis

### Chios
1. Nea Dimokratia: Konstantinos Mousoupoulis
2. PASOK: Konstantinos Triandafyllos

### SamosundIkaria
1. KKE: Dimitris Mafratzotis

## Südliche Ägäis

### Kykladen
1. Nea Dimokratia: Ioannis Vroutsis
2. SYRIZA: Nikolaos Syrmalienos
3. Anexartiti Ellines: Marios Voutsinos

### Dodekanes
1. Nea Dimokratia: Vassilis Ypsilantis, M. Konsolas, Giannis Pappas
2. Anexartiti Ellines: Mika Iatridi
3. PASOK: Dimitris Kremastinos

## Ionische Inseln

### Korfu
1. Nea Dimokratia: Nikos Dendias
2. SYRIZA: Stefanos Samoilis
3. KKE: Babis Charalambos

### Lefkada
1. Nea Dimokratia: Thodoris Soldatos

### KefaloniaundIthaka
1. SYRIZA: Panagis Drakoulongonas

### Zakynthos
1. Nea Dimokratia: Dionysis Gasparos

## Kreta

### Iraklio
1. Nea Dimokratia: Manolis Kefalogiannis, Maximos Senetakis, Giorgos Diktakis
2. PASOK: Vasilis Kengeroglou
3. SYRIZA: Michalis Kritsotakis
4. Dimokratiki Aristera: Giannis Michalogiannakis
5. Anexartiti Ellines: Notis Marias
6. KKE: Manolis Syntichakis

### Lasithi
1. PASOK: Michalis Karchimakis
2. Nea Dimokratia: Giannis Plakiotakis

### Chania
1. Nea Dimokratia: Manousos Voloudakis, Kyriakos Virvikadis, Konstantinos Gyparis
2. SYRIZA: Giorgos Stathakis

### Rethymno
1. PASOK: Manolis Othonas
2. SYRIZA: Andreas Xanthos[4]